# 1966 en Tunisie
Chronologie de la Tunisie
- 1962
- 1963
- 1964
- 1965
- 1966
- 1967
- 1968
- 1969
- 1970

Cet article présente les faits marquants de l'année 1966 en Tunisie ou relatifs à la Tunisie.

## Événements
- 31 mai : la télévision tunisienne est officiellement lancée.
- 10 juin : Mohamed Mzali est amnistié.

## Sports
- Championnats de Tunisie d'athlétisme 1966

### Football
- Équipe de Tunisie de football en 1966
- Championnat de Tunisie de football 1965-1966
- Championnat de Tunisie de football 1966-1967
- Coupe de Tunisie de football 1965-1966
- Coupe de Tunisie de football 1966-1967

### Handball
- Championnat de Tunisie masculin de handball 1965-1966
- Championnat de Tunisie masculin de handball 1966-1967

### Volley-ball
- Championnat de Tunisie masculin de volley-ball 1965-1966
- Championnat de Tunisie masculin de volley-ball 1966-1967

## Culture
- 4-11 décembre : les Journées cinématographiques de Carthage sont organisées pour la première fois[1].
- L'Aube, film d'Omar Khlifi, devient le premier long métrage du cinéma tunisien[2].

## Naissances en 1966
- Naissance en Tunisie en 1966

## Décès en 1966
- Décès en Tunisie en 1966